# 张德广 (1941年)
张德广（1941年2月10日—），男，山东济宁人，中华人民共和国外交部官员，前上海合作组织秘书长。

## 生平
1960年，毕业于济宁一中。
1965年，毕业于北京外国语大学俄罗斯语言文学系。
1965年至1973年，中华人民共和国外交部翻译室工作。
1973年至1977年，任中华人民共和国驻苏维埃社会主义共和国联盟大使馆随员。
1977年至1987年，中华人民共和国外交部苏欧司。
1987年至1992年，任中华人民共和国驻美利坚合众国大使馆参赞。
1992年至1993年，任中华人民共和国驻哈萨克斯坦共和国特命全权大使。
1993年至1995年，任中华人民共和国外交部欧亚司司长。
1995年至2001年，任中华人民共和国外交部副部长。
2001年至2003年，任中华人民共和国驻俄罗斯联邦特命全权大使。
2004年至2006年，任上海合作组织秘书长。

## 荣誉
- 友谊勋章（俄罗斯联邦，1999年）[2]
- 一级友谊勋章（哈萨克斯坦，2001年）[3]
- 友谊勋章（乌兹别克斯坦，2011年10月18日）[4]